# امامزاده هادی بن علی
امامزاده هادی بن علی مربوط به دوره ایلخانی است و در شهرستان همدان، میدان باباطاهر، محدوده فضای سبز واقع شده و این اثر در تاریخ ۲۴ اسفند ۱۳۸۳ با شمارهٔ ثبت ۱۱۴۰۵ به‌عنوان یکی از آثار ملی ایران به ثبت رسیده‌است.